# RHESSI

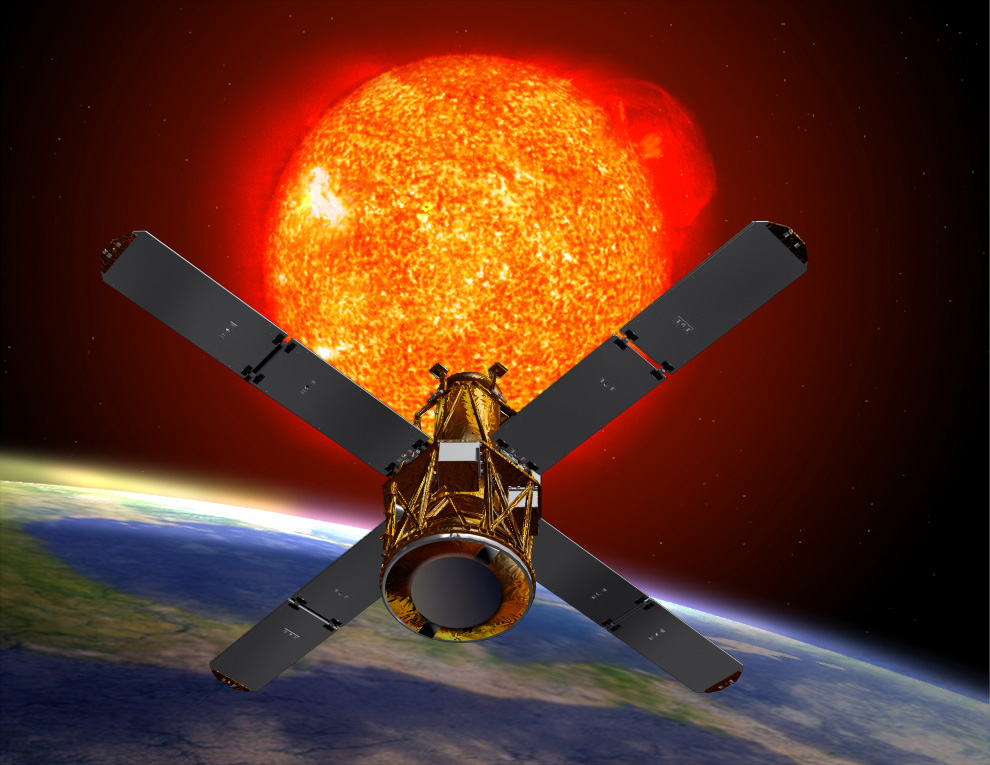

RHESSI(Reuven Ramaty High Energy Solar Spectroscopic Imager, High Energy Solar Spectroscopic Imager, Explorer 81, 고에너지 태양 분광 이미저)는 미국 항공 우주국(NASA)의 태양 플레어 관측선이었다. 이것은 1997년 10월에 선택되어 2002년 2월 5일 20:58:12 UTC에 시작된 SMEX(스몰 익스플로러 계획)의 여섯 번째 임무였다. 주요 임무는 태양 플레어의 입자 가속 및 에너지 방출에 대한 물리학을 탐구하는 것이었다.
이 우주선은 발사 21년 후인 2023년 4월 20일 00:21 UTC에 지구 대기권에 다시 진입했다.

## 같이 보기
- 익스플로러 계획